# Emma (cantante 1974)
Emma Louise Booth (Bridgend, 2 agosto 1974) è una cantante britannica.
La cantante è nota soprattutto per aver rappresentato il Regno Unito all'Eurovision Song Contest 1990, dove ha presentato Give a Little Love Back to the World, classificandosi sesta. Viene ricordata anche come la cantante più giovane che ha rappresentato il Regno Unito all'Eurovision Song Contest, infatti aveva solo 15 anni.

## Discografia

### Singoli
- 1990 - Give a Little Love Back to the World
- 1991 - Dance All Night